# Nymffladdermus
Nymffladdermus (Myotis alcathoe) är en fladdermus i familjen  läderlappar (Vespertilionidae). Populationen infogades fram till 2001 i mustaschfladdermus.

## Etymologi
Alchathoe är hämtat från den grekiska gudasagan, som berättar så här:
Minyas dotter, nymfen Alcathoe, tackade nej till en inbjudan till fest hos den mäktige Dionysos, som därav blev förtörnad. Till straff för avvisandet blev Alcathoe förvandlad till en fladdermus.

## Utseende
Till 2001 uppfattad som ett synonym till mustaschfladdermus, Myotis mystacinus Kuhl 1817. Mycket svår att skilja från denna utom på lätets frekvens samt genetiska data. Några av de få, observerbara skillnaderna är att M. acathoe har kortare ben, fötter och tumme än M. mystacinus. Vidare är de ljusa struphåren mörkare än bukhåren, men om detta är en generell egenskap är för tidigt att säga med tanke på det låga antalet undersökta individer.
Nymffladdermusen är Europas minsta myotisart. Den når en kroppslängd (huvud och bål) av 39 till 44 mm, en svanslängd av 36 till 37 mm och en vikt av 3,5 till 5,5 g. Arten har 30,8 till 34,6 mm långa underarmar och 11 till 14 mm stora öron. Hos vuxna exemplar är pälsen på ovansidan brun med inslag av rött och undersidans päls är ljusbrun till ljusgrå. Ungar har allmänt en mer gråaktig päls. Nymffladdermusen har en mörkbrun till gråbrun flygmembran.

## Ekologi
Arten jagar insekter som nattfjärilar, flugor, mygg och myror samt några spindeldjur.
Honor bildar före ungarnas födelse egna kolonier som är skilda från hannarna. Ungarna föds oftast i juli och med ungar har kolonierna upp till 80 medlemmar.
Medellivslängden för en generation har uppskattats till 5,8 år.

## Sonar
Praktiskt går inspelningar av fladdermössens ljudsignaler till på så sätt att små lådor med automatisk inspelningsanordning för ultraljud sätts upp på några ställen i ett habitat, som bedömts som kvällens troliga jaktplats. Sedan är det bara att vänta, och hoppas att något intressant blir registrerat.
Metoden används inte enbart för nymffladdermus, utan kan användas för spaning efter vilken art som helst.
Fladdermusens läte avges i form av pulssvep med början vid 120 kHz. Amplituden ökar tills svepet nått ca 53 kHz, och avtar sedan mot svepets slutfrekvens 40 kHz. Pulslängden är ca 40 ms. Inga ljud med dessa frekvenser är hörbara för människor.
I vissa inspelningar tycks pulserna komma parvis, d.v.s. två pulser efterföljs av ett lite längre uppehåll, sen följer ytterligare två med kort uppehåll emellan, o.s.v.. Det verkar som om dubbelpulsandet, – "två-takten" – kommer, när djuret närmar sig ett hinder. Räckvidden för signaleringen synes vara omkring 30 m.
De tidsintervall, som anges ovan är medianvärden, som ska förstås med viss variation uppåt och nedåt. Givetvis spelar dopplereffekten roll för det som registrerats vid inspelningarna. Variationerna Individspecifik "röst"?
En del inspelningar är svårbedömda p.g.a. hög brusnivå orsakad av refexioner (ekon) från träd och annat intill flygvägen.

## Biotop
Nymffladdermus lever i fuktig, ej alltför ung, tät lövskog, där den framför allt jagar i bäckraviner och dalgångar. Det förefaller som den även kan uppehålla sig i människopåverkade områden, som trädgårdar och samhällen. Vinterdvalan tros tillbringad i underjordiska utrymmen. Även grottor och övergivna gruvor utpekas som möjliga platser där arten går i ide.

## Utbredning
Nymffladdermus hittades första gången i Grekland, och beskrevs 2001. På grund av att arten upptäckts så nyligen är utbredningen dåligt känd, men hittills (2010) har den utöver i Grekland hittats i Spanien, Frankrike, Schweiz, Tyskland, Tjeckien, Slovakien, Ungern, Montenegro, Rumänien, Bulgarien, Polen, Albanien, Belgien, Lettland, Polen, Serbien, Storbritannien, Österrike och den europeiska delen av Turkiet.
Data tyder på att utbredningen kan vara vidare än så, men att den inte är särskilt vanlig någonstans.
Artens läte registrerades i Sverige 2010.

## Status
På grund av svagt forskningsläge är fladdermusen av IUCN globalt klassad som "DD" (Data Deficient, kunskapsbrist). Den miljö som arten tros leva i är emellertid hotad.